# محمد پنجم
محمد پنجم یا محمد رشیدالدین (ترکی عثمانی: محمد خامس) پسر عبدالمجید یکم و برادر عبدالحمید دوم بود که در ۲۷ آوریل ۱۹۰۹ میلادی، به‌عنوان سی وپنجمین سلطان و خلیفهٔ امپراتوری عثمانی تاجگذاری کرد. او که سی سال در انزوا زیسته‌بود، به امور کشورداری آگاه نبود. وی در اکتبر ۱۹۱۷ میلادی، ویلهلم دوم، متحدش در جنگ جهانی اول را در استانبول پذیرفت. محمد پنجم در سوم ژوئن ۱۹۱۸ در ۷۳سالگی درگذشت. او بیشتر عمرش را در کاخ دلمه‌باغچه و کاخ یلدیز گذراند. مقبرهٔ او در منطقهٔ ایوب در استانبول واقع است. از او دو پسر به نام‌های محمد ضیاءالدین (۱۸۷۳-۱۹۳۸) و عمر حلمی (۱۸۸۸-۱۹۳۵) باقی ماند.

محمد پنجم، سلطان سی و پنجم امپراتوری عثمانی، سایه‌ای از سلاطین مقتدر پیشین بود. او در دورانی بر تخت نشست که قدرت پادشاهی در دست حزب اتحاد و ترقی بود و او بیشتر نقش یک چهره تشریفاتی را ایفا می‌کرد. او پیش از سلطنت، سی سال را در انزوا گذرانده بود، همین امر او را از مسائل روز مملکت دور نگه داشته بود.
با این حال، محمد پنجم تلاشی مذبوحانه برای اعمال نفوذ و محبوبیت از خود نشان داد. او خود را به عنوان یک خلیفه متدین و حامی فرهنگ و هنر معرفی کرد. به سفرهای استانی می‌رفت و سعی می‌کرد تا با دیدار با مردم و رهبران محلی، حس تعلق خاطر به امپراتوری را در آن‌ها تقویت کند. اما این تلاش‌ها با توجه به جو بی‌اعتمادی و ناآرامی‌های داخلی، نتیجه چندانی نداشت.
یکی از نکات مثبت در دوران سلطنت او، حمایت از آموزش و توسعه فرهنگی بود. در دوره او مدارس و دانشگاه‌های جدیدی در سراسر امپراتوری تاسیس شد و به هنر و ادبیات توجه بیشتری شد. با این حال، این پیشرفت‌ها در برابر سایه سنگین جنگ جهانی اول و مشکلات اقتصادی، رنگ باخت.
بدون شک، مهم‌ترین اتفاق دوران سلطنت محمد پنجم، ورود امپراتوری عثمانی به جنگ جهانی اول بود. تصمیمی که به نابودی امپراتوری انجامید. او شخصا تمایلی به جنگ نداشت، اما انور پاشا و دیگر رهبران حزب اتحاد و ترقی او را متقاعد کردند که فرمان جنگ را امضا کند. انگیزه‌هایی مانند بازپس‌گیری سرزمین‌های از دست رفته و کسب اعتبار جهانی در این تصمیم نقش داشتند.
جنگ جهانی اول نه تنها جان میلیون‌ها نفر را گرفت، بلکه اقتصاد امپراتوری را نابود کرد و زمینه‌های فروپاشی آن را فراهم کرد. محمد پنجم در دوران جنگ سعی کرد با سخنرانی‌های خود به سربازان و مردم روحیه دهد و از فعالیت‌های خیریه حمایت کند، اما این اقدامات نتوانست از بار سنگین فجایع جنگ بکاهد.
حتی در بُعد فرهنگ، در حالی که سلطان از هنر و معماری حمایت می‌کرد، انتقادات به زندگی مجلل و پر زرق و برق دربار در دوران جنگ بالا گرفته بود. مردم از این تناقض در رنج بودند و این موضوع به کاهش محبوبیت سلطان دامن می‌زد.
محمد پنجم در سال ۱۹۱۸، درست قبل از پایان جنگ، درگذشت. او در حالی چشم از جهان فروبست که امپراتوری‌اش در حال فروپاشی بود. او آخرین سلطان عثمانی بود که به عنوان خلیفه مسلمان، از نوعی اقتدار برخوردار بود. نام او در تاریخ به عنوان حاکمی که در دوران پرتلاطم و پر از چالش حکومت کرد، ثبت شده است. میراث او، میراث یک دوره گذار بود، دورانی که امپراتوری کهن عثمانی در برابر مدرنیته و نیروهای تجزیه‌طلب داخلی و خارجی، تاب نیاورد و فروپاشید.

## منابع

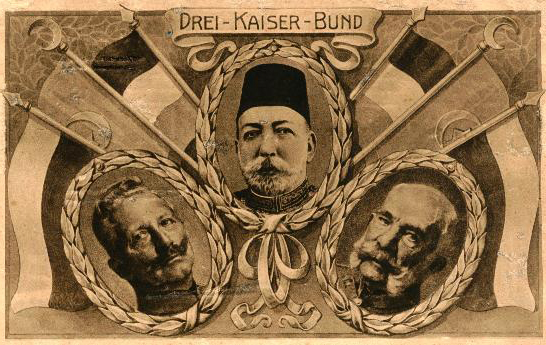
ویلهلم دوم، محمد پنجم، فرانتس جوزف: سه امپراتور که در جنگ جهانی اول حضور داشتند